# کیمکوت اند والتون
کیمکوت اند والتون (به انگلیسی: Kimcote and Walton) یک روستا و محله مدنی در بریتانیا است که در Harborough واقع شده‌است. کیمکوت اند والتون ۶۰۰ نفر جمعیت دارد.